# Mesamphiagrion risi
Mesamphiagrion risi là một loài chuồn chuồn kim trong họ Coenagrionidae.
Mesamphiagrion risi được De Marmels miêu tả khoa học năm 1997.